# Kika Sprangers

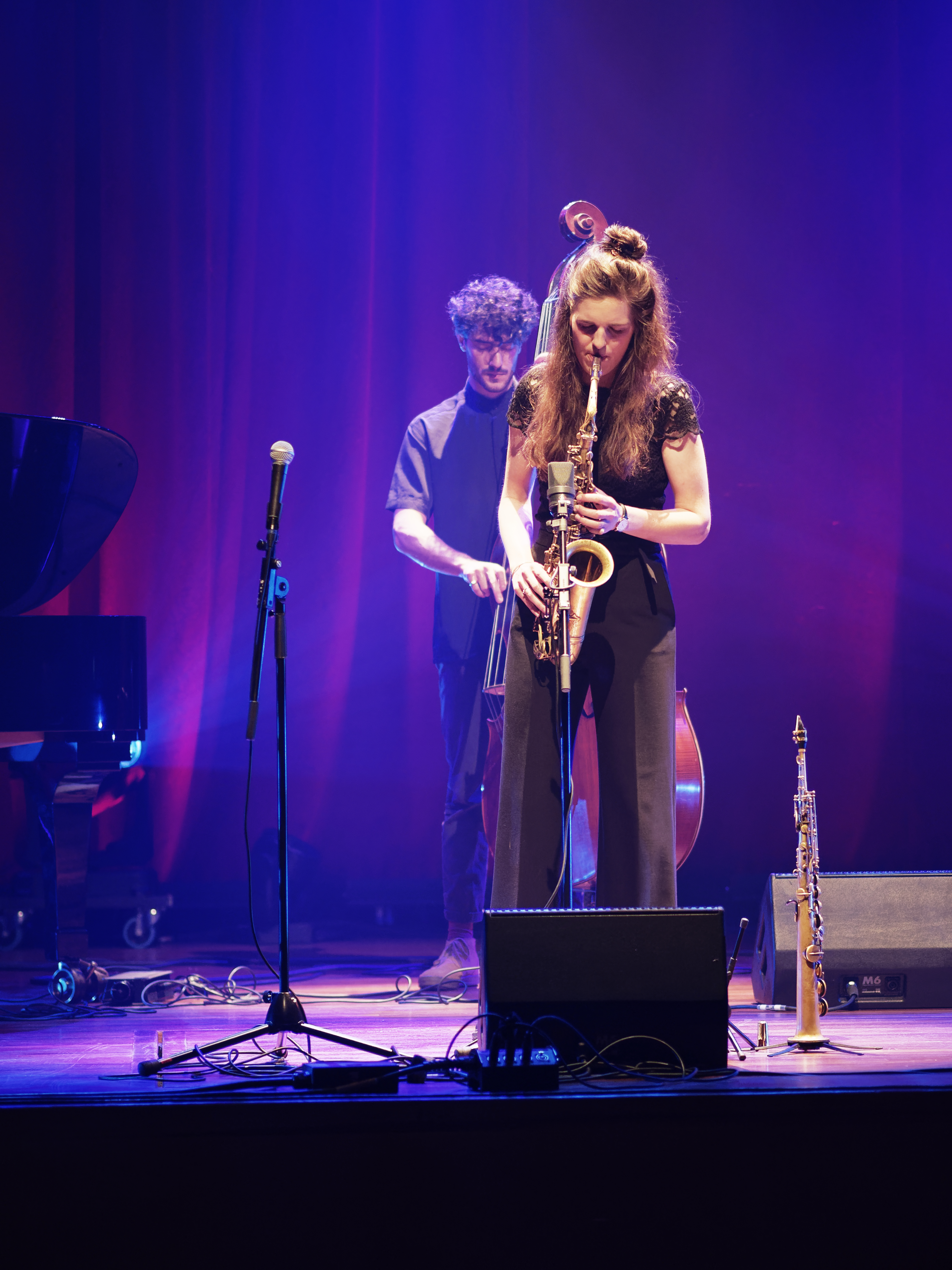
Kika Sprangers in 2020

Kika Sprangers (Nijmegen, 28 september 1994) is een Nederlandse jazzsaxofoniste, -arrangeur en -componiste. Haar spel en composities kenmerken zich door kleurrijke lyriek en melancholie.

## Biografie
Sprangers groeide op in Nijmegen en was al jong op de planken te vinden. Met een eigen negentienkoppig orkest wist ze poppodium Doornroosje uitverkocht te krijgen. Ze studeerde aan het Conservatorium van Utrecht en rondde haar studie in 2016 af met een 9 met onderscheiding. Tijdens haar studie was ze leider van de saxofoonsectie van het Nationaal Jeugd Jazz Orkest dat toen onder leiding van Martin Fondse stond. Vervolgens leidt ze een eigen kwintet en als uitbreiding daarvan het Large Ensemble. In 2017 verscheen de EP Leaves of Lily waarop beide groepen te horen zijn. In 2018 is Sprangers samen met Sebastiaan van Bavel door de programmeurs van de belangrijkste Nederlandse jazzpodia uitgeroepen tot Young VIP: een van de meest veelbelovende jazzmusici van dit moment. In maart van dat jaar was ze ook te zien bij Vrije Geluiden.
In 2024 won Sprangers de Willem Breuker Prijs.

## Discografie
- Leaves of Lily (EP, 2017)
- Human Traits (2019)
- Lumen - met Martin Fondse & Jörg Brinkmann (2021)
- No Man's Land - met Pynarello (2021)
- Mind’s Eye (2022)
- (In)finity (2024)